# Conarete sicyoidea
Conarete sicyoidea är en tvåvingeart som beskrevs av Li och Bu 2002. Conarete sicyoidea ingår i släktet Conarete och familjen gallmyggor.
Artens utbredningsområde är Hainan (Kina). Inga underarter finns listade i Catalogue of Life.